# Pickering (Missouri)
Pour les articles homonymes, voir Pickering (homonymie).
Pickering est un village situé au nord de la partie centrale du comté de Nodaway, dans le Missouri, aux États-Unis,.

## Démographie
Lors du recensement de 2010, le village comptait une population de 160 habitants. Elle est estimée, en 2016, à 151 habitants.

### Source de la traduction
- (en) Cet article est partiellement ou en totalité issu de l’article de Wikipédia en anglais intitulé « Pickering, Missouri » (voir la liste des auteurs).